# Dolce acqua
Dolce acqua è l'album di debutto del gruppo rock progressivo italiano Delirium pubblicato nel 1971 dall'etichetta discografica Fonit Cetra.

## Il disco
Il concept album è il primo dei Delirium ed esce nel periodo in cui in Italia, come nel resto dell'Europa, è in atto l'esplosione del fenomeno del rock progressivo. In tutto il disco sono abbastanza facilmente individuabili i riferimenti alle sperimentazioni tipiche dell'epoca; alcune atmosfere musicali riprendono i primi lavori dei King Crimson e dei Colosseum. I testi sono ermetici e barocchi; in particolare, Johnnie Sayre è tratto da una poesia della Antologia di Spoon River di Edgar Lee Masters. L'album segue alla pubblicazione del 45 giri Canto di Osanna/Deliriana, uscito pochi mesi prima e non incluso nell'album. In almeno tre delle ristampe su CD del titolo è stata inserita, in coda, anche la canzone Jesahel, pubblicata su 45 giri l'anno successivo, dopo la partecipazione del gruppo al Festival di Sanremo. Tutti i testi sono di Ivano Fossati, mentre le musiche portano la firma di Mario Magenta. Quest'ultimo, dirigente della Fonit Cetra, in realtà non aveva affatto partecipato alla realizzazione del disco, ma ne aveva ugualmente firmato i brani poiché all'epoca nessun componente dei Delirium era iscritto alla SIAE in qualità di compositore.
In virtù della sua importanza, Dolce acqua è uno dei lavori selezionati per la guida "I 100 migliori dischi del Progressive Italiano", del critico Mox Cristadoro, pubblicata nel 2014.

## Tracce
1. Preludio (Paura) - 3:37
2. Movimento I (Egoismo) - 4:30
3. Movimento II (Dubbio) - 3:24
4. To Satchmo, Bird and other unforgettable friends (Dolore) - 5:58 - (Magenta)
5. Sequenza I e II (Ipocrisia-Verità) - 3:35 - (Magenta)
6. Johnnie Sayre (II perdono) - 4:47
7. Favola o storia del lago di Kriss (Libertà) - 4:20
8. Dolce acqua (Speranza) - 5:47
9. Jesahel (CD bonus track)

## Formazione
- Ivano Fossati - voce solista, flauto, flauto elettrico, chitarra acustica, armonica
- Mimmo Di Martino - chitarra acustica, cori, voce solista in "Movimento II: Dubbio"
- Marcello Reale - basso, cori
- Peppino Di Santo - batteria, percussioni, timpani, voce solista in "Preludio: Paura"
- Ettore Vigo - pianoforte acustico, elettrico e preparato, organo, clavicembalo, harmonium, celesta, vibrafono, cori